# 28-ма легка піхотна дивізія (Третій Рейх)
28-ма легка піхотна дивізія (Третій Рейх) (нім. 28. leichte-Infanterie-Division) — легка піхотна дивізія Вермахту за часів Другої світової війни. 1 липня 1942 переформована на 28-му єгерську дивізію.

## Історія
28-ма легка піхотна дивізія була створена 1 грудня 1941 в результаті реформування 28-ї піхотної дивізії (нім. 28. Infanterie-Division) Вермахту.

## Райони бойових дій
- Франція (грудень 1941 — січень 1942);
- СРСР (південний напрямок) (Крим) (лютий — липень 1942).

## Командування

### Командири
- генерал артилерії Йоганн Зіннгубер (нім. Johann Sinnhuber) (1 грудня 1941 — 1 липня 1942).

## Нагороджені дивізії
Нагороджені дивізії
|  | Кавалери Нагрудного знаку ближнього бою в золоті                                                           | 2 |
|  | Кавалери Золотого Німецького Хреста                                                                        | 85 |
|  | Кавалери Лицарського хреста Залізного хреста з Дубовим листям                                              | 6 (№ 59 оберст Ганс Йордан — 16.01.1942 № 163 оберст Гартвіг фон Людвігер — 23.12.1942 № 370 фельдфебель Генріх Бойг — 18.01.1944 № 390 фельдфебель Вальтер Мезе — 10.02.1944 № 533 майор Вільгельм фон Заліш — 27.07.1944 № 633 штабс-фельдфебель Бенно Ройтер — 28.10.1944) |
|  | Кавалери Лицарського хреста Залізного хреста                                                               | 49 в тому числі 1 непідтверджене |
|  | Кавалери Почесної відзнаки сухопутних військ «Почесна застібка на орденську стрічку для Сухопутних військ» | 16 |

- Нагороджені Сертифікатом Пошани Головнокомандувача Сухопутних військ (13)